# Sabaria incitata
Sabaria incitata är en fjärilsart som beskrevs av Walker 1862. Sabaria incitata ingår i släktet Sabaria och familjen mätare. Inga underarter finns listade.